# 厄立特里亞鐵路
厄立特里亚铁路是厄立特里亚唯一的铁路系统，興建于 1887 年至 1932 年意大利厄立特里亚殖民地期间，连接马萨瓦港和阿斯马拉，但原本路線可通至碧夏（Bishia）。本路因為战争而受损，在 1990 年代重建。老式设备仍然在使用中。

## 铁路干线

### 簡史
这条铁路建于意大利厄立特里亚时期，目的是连接厄立特里亚的主要城市马萨瓦和阿斯马拉。 
1930 年代，意大利领导人贝尼托·墨索里尼(Benito Mussolini) 希望能抵達苏丹的卡萨拉，但他征服埃塞俄比亚并建立意大利帝国的战争影響了鐵路的延伸。
在第二次世界大战期间铁路遭受破坏后，马萨瓦和阿斯马拉之间的部分被部分拆除，1990 年代由厄立特里亚当局重建。
在独立战争中，鐵路也遭受重大破壞，正在重建中。鐵路的最新设备已有 50 多年历史，大部分是第二次世界大战之前就已使用的。
除了觀光鐵路以外，本路是少數仍然使用舊式車輛的鐵路，例如 1930 年代意大利制造的“利托里纳”鐵路客車，由也是 1930 年代製造的老式Mallet 蒸汽机车牽引。

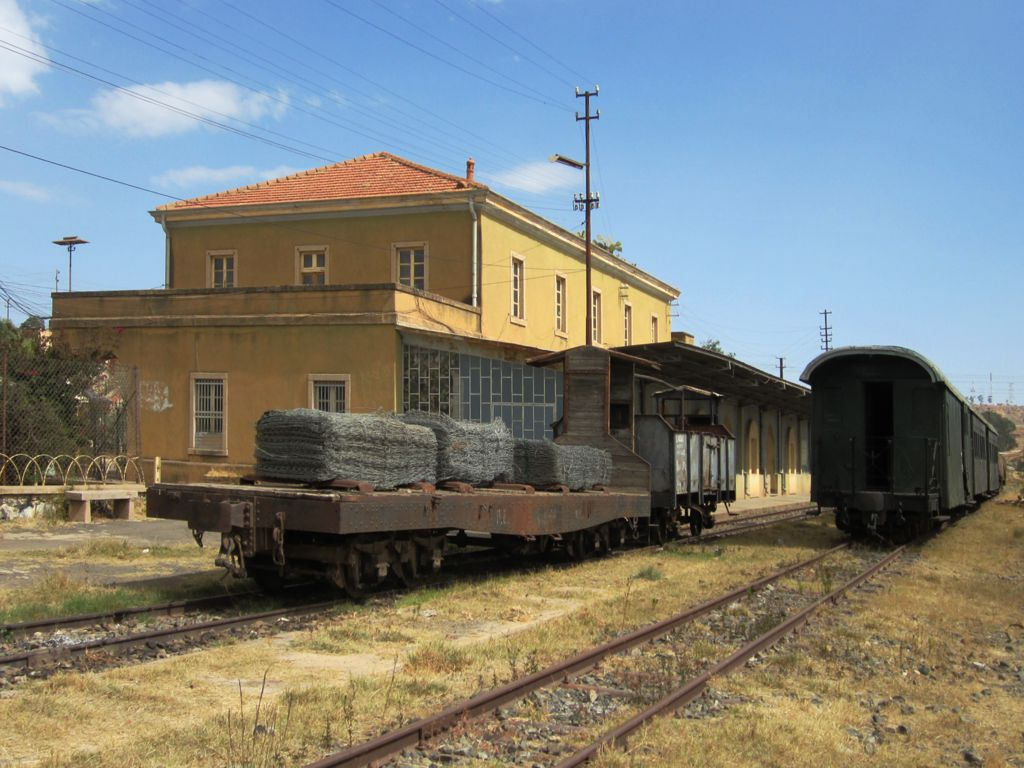
阿斯马拉火车站

#### 路线
1932年鐵路全線通車。它從馬薩瓦港向西延伸至阿斯馬拉，然後向北延伸至克倫（Keren）、阿戈爾達（ Agordat）和碧夏（Bishia）。
二次世界大戰開戰時，本路已經由碧夏建到了特塞尼（計畫將抵達在1940年代被義大利吞併到厄立特里亞的卡萨拉），但是當盟军在東非戰役於1941年佔領了厄立特里亞的時候，這個路段尚未完成。
直到 1978 年，阿斯瑪拉到克倫區間仍然部分可用。至 2009 年，马萨瓦和阿斯马拉之间長118公里的路段是可行駛的。

#### 950 毫米軌距
厄立特里亚當年是意大利的殖民地，鐵路是由意大利工程师按照意大利标准建造，使用从意大利购买的设备。與當時義大利許多興建中的窄軌鐵路一樣，选用了義大利標準窄軌950毫米軌距。
為求加速完工，而且當時義大利國家鐵路也需要大量材料，有些設備（例如金屬枕木扣件）是從法國購買的。

1879 年的意大利法律所規定的鐵路軌距，规定從鋼軌中心測量的軌距為1,500毫米（4英尺11+1⁄16英寸） 和1,000毫米（3英尺3+3⁄8英寸）  ，如從鋼軌內側測量，兩鋼軌間軌距為1,445毫米（4英尺8+7⁄8英寸） 和950毫米（3英尺1+3⁄8英寸） 。 

### 建造

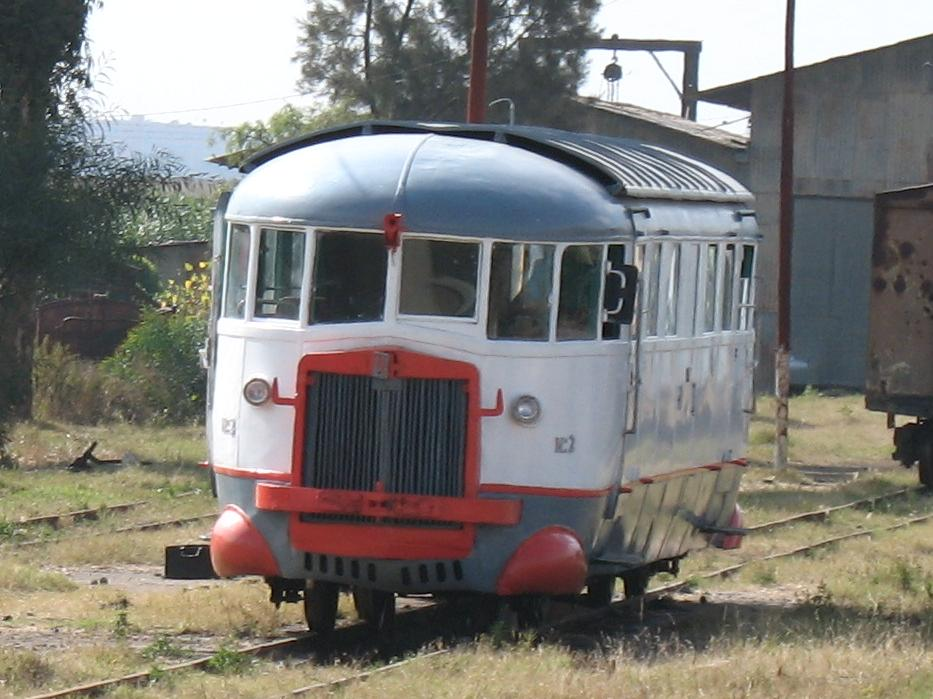
在阿斯马拉火车站的利托里纳（Littorina）鐵路客車

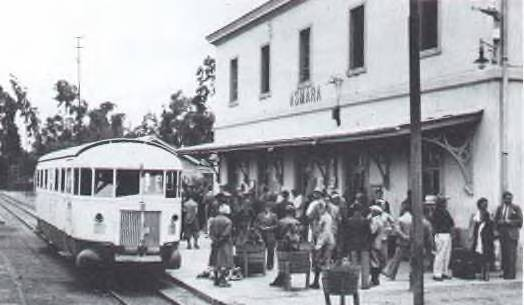
1938 年的阿斯马拉火车站，乘客登上利托里納鐵路客車

1887 年从红海港口城市马萨瓦开始興建，前往首都阿斯马拉。 “Decauville”铁路是最早建成的，从马萨瓦到萨蒂（Saati），長僅27公里。由于需要以長距離爬升到厄立特里亚内陆高原，需要大量土木工程，工程进展缓慢。鐵路於 1911 年到达阿斯马拉，于 1922 年延伸到克伦，1925 年延伸到阿加特（Agat），於1928年延伸到阿科达特，最后在 1932年抵達碧夏（Bishia，意大利语为 Biscia），總長280公里。尽管建设者抱持著與苏丹铁路线連接的雄心，墨索里尼入侵埃塞俄比亚导致资源被转移到其他地方，例如將马萨瓦到阿斯马拉的路線升級，以提升運輸量。
修建从马萨瓦到阿斯马拉的鐵路工程艱鉅。雖然採用窄軌使得路線曲率半徑與淨空較小，還是需要興建65 座桥梁（包括穿越奥贝尔河的十四橋拱高架桥）和 39 条隧道， 最长的是320米（1,050英尺） 。即便如此，路線的坡度仍然超过3%。铁路的最高点位于阿斯马拉以东，海拔2394公尺。
这条铁路的建设被认为是 20 世纪上半叶的一项伟大成就。 

### 營運
1935 年，它為意大利在埃塞俄比亞的戰爭運送物資，每天有 30 列火車，而到 1965 年，該線路每年運送近 50 萬名乘客和 200,000 噸貨物，之後從馬薩瓦到阿斯馬拉的道路狀況改善了公路客貨運輸，業務開始下滑。
這条铁路由意大利人控制到1941年為止，由於战争英國占領了厄立特里亞，也控制了這條鐵路。1942 年之后，由於东非战役和意大利游击队的破壞，阿科達特到比西亚區間被废弃。
1953 年，隨著英國撤軍，厄立特里亞加入埃塞俄比亞成為聯邦，使得埃塞俄比亞擁有海岸線，但隨後開始了 40 年的動盪，最終爆發了戰爭。鐵路的第一任總經理是雅各布·扎尼奧斯（Yacob Zanios），他是德雷達瓦（Dire Dawa）的前鐵路主管，被海爾·塞拉西皇帝任命管理鐵路，並組織重建基礎設施，將鐵路融入國家運輸網格。在 Yacob Zanios 的四年領導下，鐵路開始營運，並成為成功的企業。
1950 年代和 1960 年代是铁路的光輝時代，但在 1970 年代，由于管理不善和政治动荡加剧，铁路的營運狀況每況愈下，1975 年，该铁路被埃塞俄比亚执政的德爾格政权摧毀。在接下来的战争中，許多基础设施被摧毁，双方都將鐵路的材料掠奪來作為防御工事和其他目的。

### 重建

在 Arbaroba 站和阿斯马拉之间，铁路以 3.3% 的坡度稳步攀升

厄立特里亞於 1993 年從埃塞俄比亞獨立，1994 年厄立特里亞總統宣布重建鐵路是這個新國家的優先事項。厄立特里亞人拒絕外國貸款和昂貴的重建，決定自力重建。工作包括重建阿斯馬拉的機廠和車站，以及另一終點站馬薩瓦。主線的更新馬薩瓦開始向西進行，將鋼軌和枕木與扣件恢復。
同時也修復戰後餘生的車輛；有 11 輛蒸汽機車倖存，至少有 6 輛已恢復行駛。還有幾輛 1930 年代的老式飛雅特利托里納（ 'Littorina'）自走客車也恢復行駛。兩輛 1957年克虏伯製造的 Bo-Bo 柴油機車（也是本路的最新型機車）和三輛倖存的德魯裡調車機車（二次世界大戰時由英國人帶來的）之一，也還在使用中。有幾輛公路卡車被改裝軌道車輪以行駛於鐵路。還有一些貨車與客車可用。
從馬薩瓦到阿斯馬拉的線路已經恢復，但截至2006年仍沒有行駛全線的定期班車。目前有觀光包車服務，某些區域也有定期班車。現有的設備僅足以提供如此有限的服務，必須購入更多車輛才能在全線提供良好的服務。 2007 年，厄立特里亞鐵路局要求提供資金，以繼續意大利時代的計劃，將鐵路延伸到特瑟內，也讓苏丹有機會使用马萨瓦港。厄立特里亚的矿业公司也對铁路的使用和改善情况有興趣。 
現有的货车包括一些較大型的篷車，可提供某種程度的貨運服務。

### 设备

#### 蒸汽机车
三类蒸汽机车仍然存在；一种 0-4-0 軸配置調車用機車與两种计 0-4-4-0 軸配置的幹線用Mallet蒸汽機車。

##### 202型

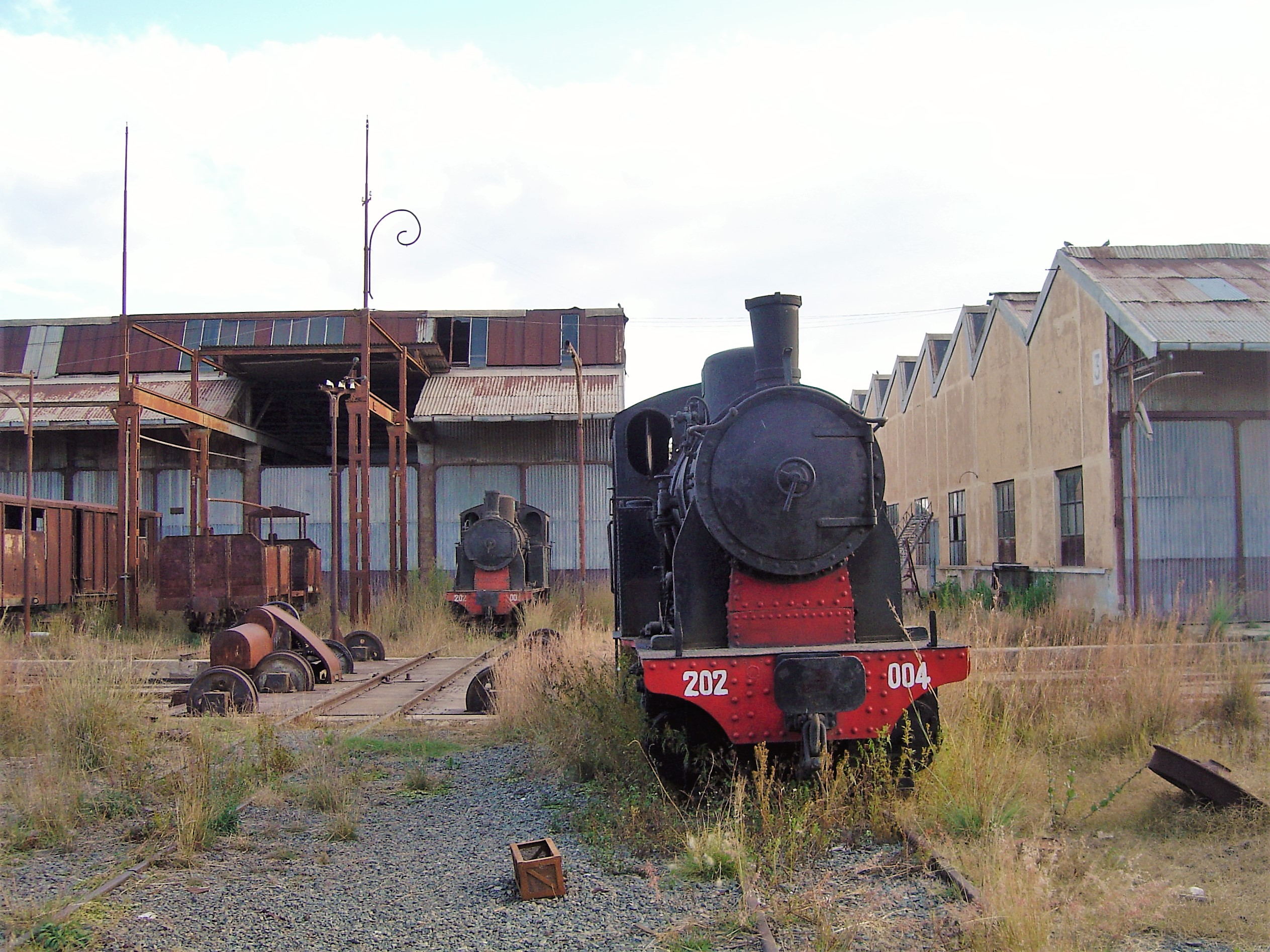
兩輛在阿斯马拉的202型机车

這些小型 0-4-0水櫃式蒸汽機車是本路的標準調車機車，由米蘭的布雷達公司於 1927 年至 1937 年間製造。短短的水櫃裝在車側，煤倉設在機車後端，一個卵圓形的車頂內有蒸汽室鍋爐，沙箱則包在蒸氣室之外。這種設計可提供蒸氣室絕緣，也可利用溫度使沙箱內的沙子保持乾燥。卵圆車顶有大大的建造銘板。它们采用带有活塞阀和过热器的Walschaerts 气门齿轮，車架下方塗上傳統的歐洲風格紅色（包括框架和車輪），上方（包括鍋爐、駕駛室、水櫃）則為黑色。塗裝採用紅色油漆是為了能輕易發現機車重要走行機構的裂紋和破損。

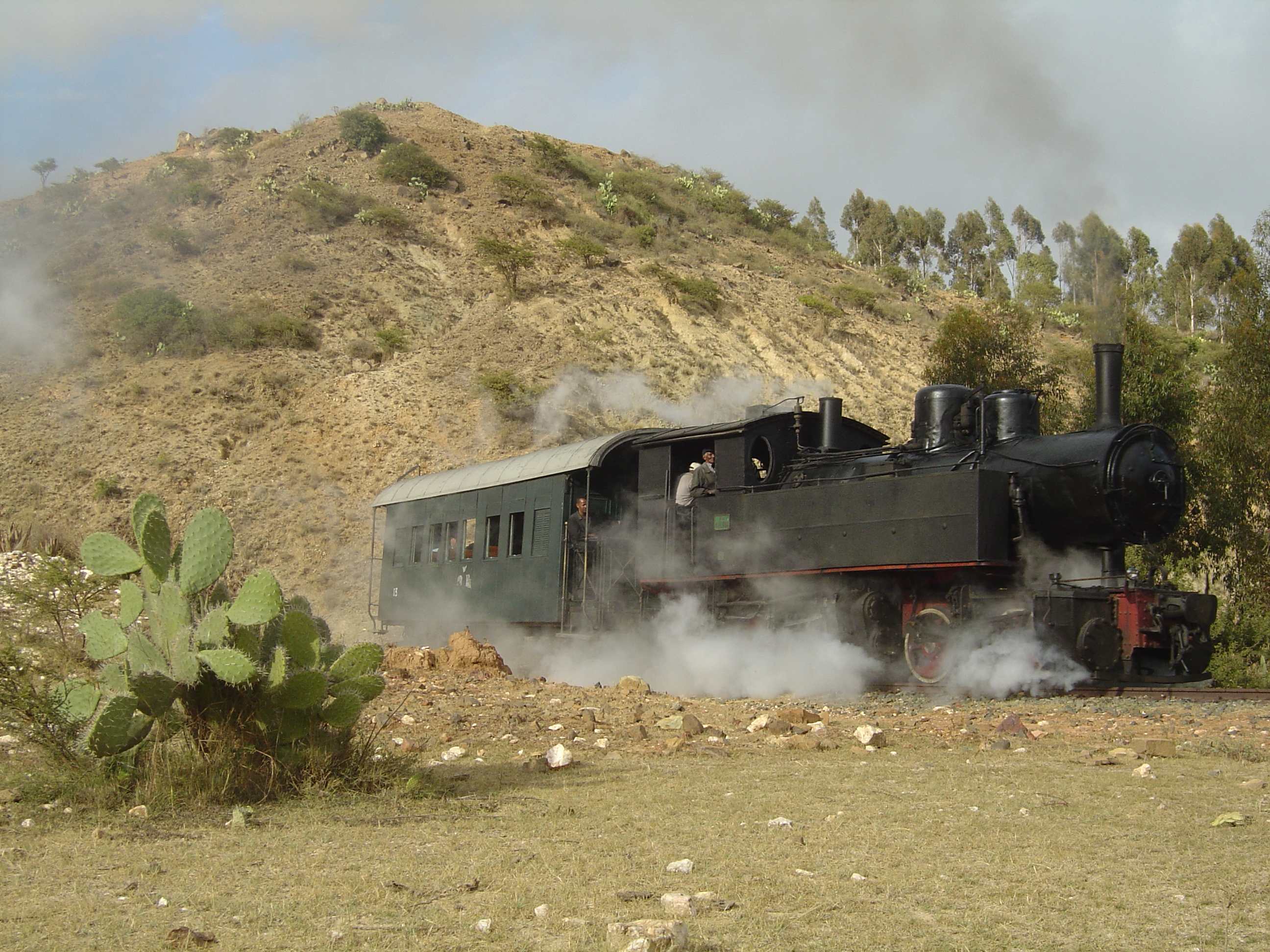
440 型蒸汽機車牽引列車上坡爬向阿斯馬拉

目前尚存六輛，两輛可以运行，四台封存待修。

##### 440型
這些早期的 Mallet 机车中，有一輛是真正的 Mallet 机车（也就是採用複式蒸汽機），目前存放在阿斯马拉機廠。它是 1915 年由热那亚的安薩爾多製造的。

##### 442型
這些較晚近的、更大的，採用複式蒸汽機的 Mallet 機車，也是由熱那亞的安薩爾多於 1938 年製造的，取代了大多數的早期類型的 440 型和不成功的 441 型機車；441型機車是構造較簡單的機車，並非採用複式蒸汽機，使用中發現在路線的陡坡上容易耗盡蒸汽。現存四輛442型中有三輛可用。

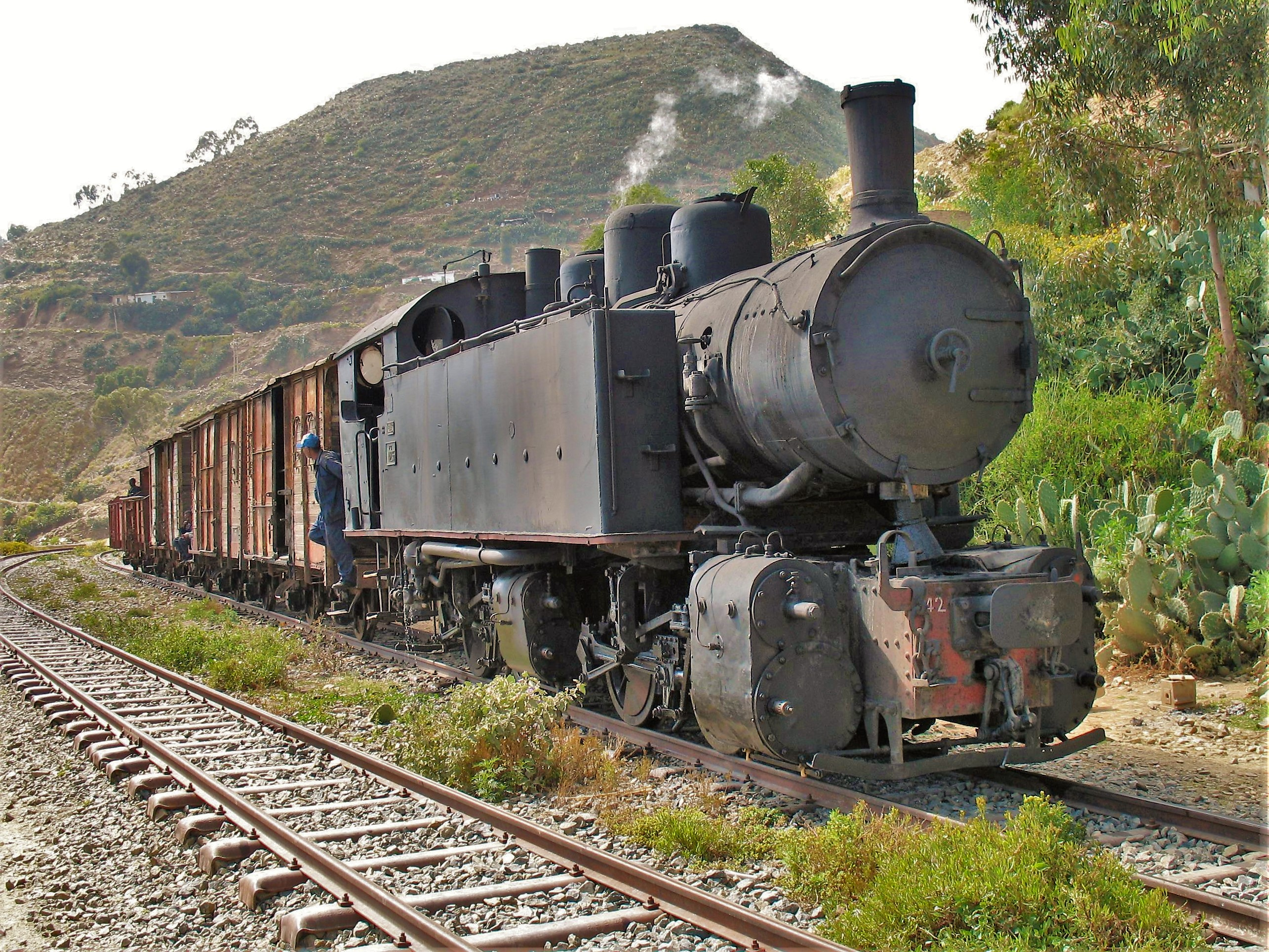
1938 年建造的安薩爾多 442 型蒸汽機車，用於將貨物從港口城市馬薩瓦運送到首都阿斯馬拉，落差接近 2.5公里。它也是一個旅遊景點，坡陡而景觀壯麗。

這些是鐵路的主要幹線蒸汽機車，是旅遊服務的主力機車。在路線最陡峭的路段，不管列車長度多長，都需要在兩端的配置機車才能攀爬而上。與其他機車一樣，本型車是水櫃式機車，大型水櫃裝在車側，煤倉裝在車後，駕駛室車頂向後延伸提供遮蓋。

#### 柴油机车
铁路拥有五台内燃机车。當局正努力使其處於可運行状态。

##### 克虏伯 Bo-Bo 换路车
该铁路于 1957 年购买了两台克虏伯制造的 Bo-Bo 25D調車用機車，具有典型的德国偏置驾驶室设计，也是二次大戰以後所購買的唯一一型，是本路的最新型機車，仍在使用中。預計在路線更新完畢後將使用本型車牽引貨運列車。其塗裝為乳白色，車架與轉向架則採棕色。

##### 德鲁里调车機
本路有三辆德鲁里车輛公司（Drewry Car Co.）製造的柴油調車機。它們原來在蘇丹使用，是在 1941 年英国佔領厄立特里亞後帶來的，軌距稍宽（ 1,067毫米（3英尺6英寸）  ) ；後來改為本路的950毫米（3英尺1+3⁄8英寸）  ，鋼輪本來位於車架外側，被改到車架內側。軸配置有兩輛是是0-6-0，一輛是0-4-0；兩種各有一輛在使用中，第三輛則在維修。塗裝與前述克魯伯製機車一樣，但引擎室側面已經沒有蓋子，使得引擎暴露在外。

#### 自走客車
三辆菲亚特制造的“Littorina”自走客車在内战中幸存下来，有两辆可使用。外型采用装饰艺术风格，正面配有大型菲亚特散热器。车身上乳白下灰色，兩者之間有紅色條紋，車頂末端漆成紅色，以起警示作用。它们用于旅游服务；有計畫建造或购买新车用于定期客运服务。
此外，一辆由瑞士的布朗－博韋里製造的四輪自走客車被封存在阿斯馬拉的車場。在內戰之前，被用作移動發電機。它最初是為意大利索馬里蘭鐵路建造的。
另有用於路線維修的四輪工程車，由摩托車改造而成。

#### 轨道卡车

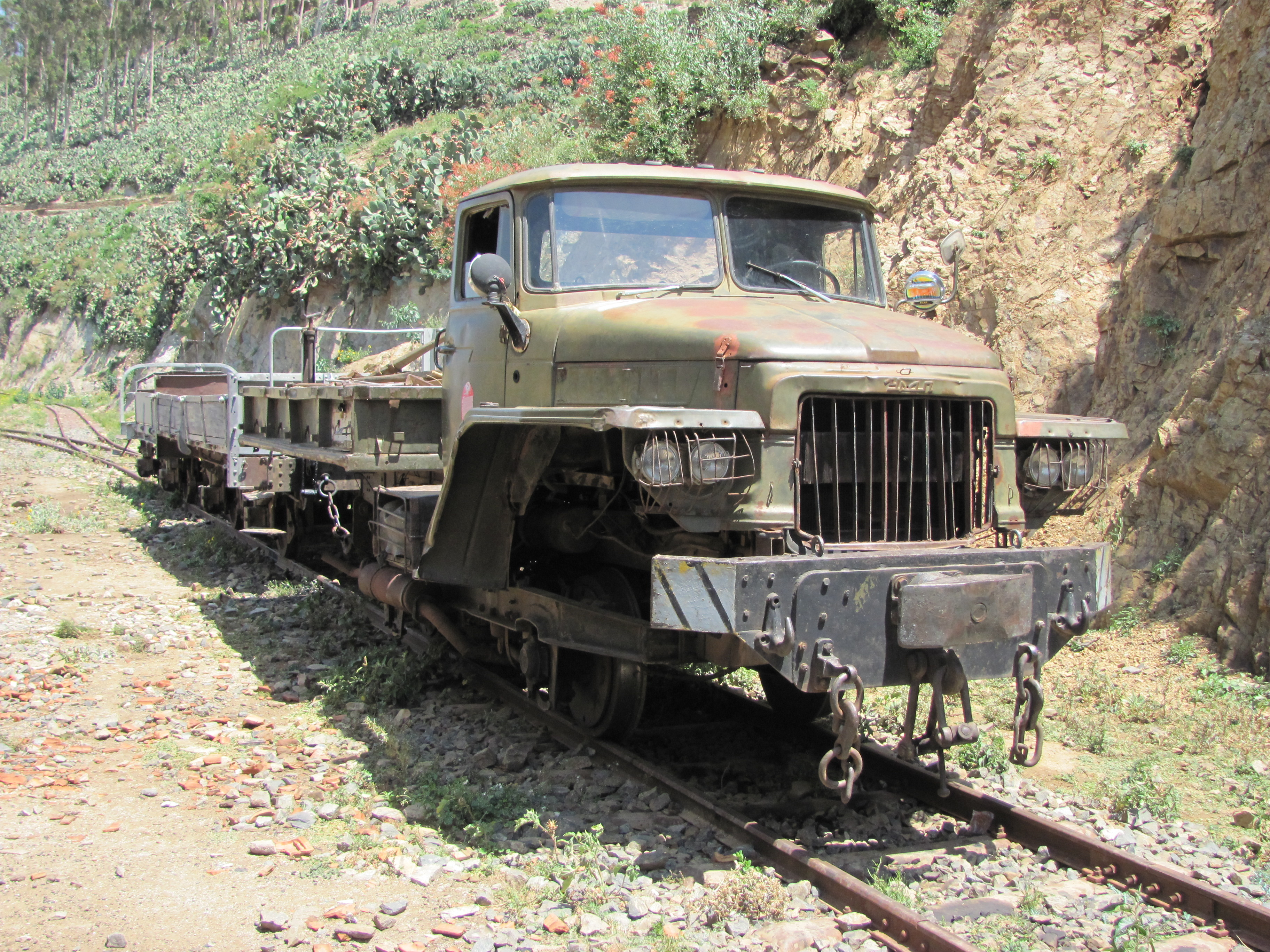
乌拉尔卡車改造的自走貨車

许多俄罗斯制造的猎户座轻型卡车，改装上鋼輪在轨道上行驶，用于铁路的工程。

#### 客車
有一些裝置兩個四輪（雙軸）轉向架的客車倖免於難。它們裝有木製座椅，兩端各有一個平台，其中一個平台是供剎車員使用的——本路列車沒有連通氣軔，剎車要藉由機車的軔機與每節車廂的手軔機。目前客車採用白色塗裝，在窗戶上方和車身底部有淺藍條紋。

#### 货车
废弃的货车停在阿斯马拉附近的側線，正在修复中。將優先修復 8 轮（裝有兩個四輪轉向架）棚车和平车，但仍有大量 4 轮（两軸）车。

#### 連結器和制动器
机车和货车所使用的連結器，是一个中央缓冲器，下方以勾與調整螺栓鍊相連。  没有连通氣軔；每節車廂有制动员在需要时施加制軔。 但是有油罐车的照片，顯示有用于某种連通氣軔的软管。 

#### 装载限制
厄立特里亚铁路的淨空很小。在 2006 年與 2010 年春季各進行了一次測試，將ISO 規格貨櫃用传统的平车运载，通过沿线的所有隧道。  2010 年 12 月，列車運了丹麦国家铁路捐贈給阿斯马拉铁路機廠的設備，裝在快桅航运的兩個ISO貨櫃裡，顺利通过了整条鐵路運抵。  但並不確定清楚貨櫃高度是8英尺6英寸（2,591 mm）高或9英尺6英寸（2,896 mm）。
- 阿斯馬拉城外的蒸汽火車
- 鐵路工人
- 由阿斯馬拉出發的觀光列車

## 其他路線
阿斯马拉-马萨瓦索道，以及一条连接默萨法特玛（ Mersa Fatma）和科卢利（ Colulli，馬薩瓦南方約90公里）的小型运输铁路。

### 阿斯马拉-马萨瓦索道
阿斯马拉-马萨瓦索道于1930年代由意大利建造，连接马萨瓦港和阿斯马拉市。这条索道在开通时是世界上最长的索道。它有13个配备柴油发动机的车站，有1620辆小型纜車。在第二次世界大战中击败意大利后，英国在其十一年的占领期间拆除了它。

### Mersa Fatma-Colulli 铁路
位於马萨瓦和阿萨布之间，轨距為600毫米，長74.5公里的钾肥运输铁路 。1905年，義大利人於默萨法特玛港内興建了一條600毫米軌距的鐵路，向內陸延伸到 科卢利，也就是目前靠近埃塞俄比亚边境的達納基勒洼地，终点大约低于海平面35公尺。 铁路建成后，據稱钾肥产量达到约50,000公噸（49,000長噸；55,000短噸）。一次世界大戰後數年，由于主要来自德国的大规模供应，鉀礦停止生产。意大利政府在 1920 年至 1941 年期间尝试重新开始大规模生产，但未成功。在 1925 年至 1929 年间，一家意大利公司开采了25,000公噸（24,600長噸；27,600短噸）钾盐，平均含量为 70% 的氯化钾，經由铁路运输到默萨法特玛。该公司是厄立特里亚钾肥的主要来源，但由于 1929 年的大萧条而停產。